# Caenurgia purgata
Caenurgia purgata är en fjärilsart som beskrevs av Francis Walker 1858.
Caenurgia purgata ingår i släktet Caenurgia och familjen nattflyn. Inga underarter finns listade i Catalogue of Life.00